# Joseph Wiseman
Joseph Wiseman (Montreal, 15 mei 1918 – New York, 19 oktober 2009) was een Canadees acteur.
Wiseman kwam naar Broadway in de jaren dertig, waar hij goede kritieken kreeg voor zijn rollen in Shakespeares King Lear, Clifford Odets' Golden Boy en Anton Tsjechovs Oom Wanja.
Zijn speelfilmdebuut was in 1950 in de film With These Hands. Verder was Wiseman te zien in onder andere Detective Story (1951, met Kirk Douglas in de hoofdrol), Viva Zapata! (1952, met Marlon Brando in een hoofdrol), The Garment Jungle (1957). Hij speelde de schurk Dr. No in de gelijknamige Bondfilm (1962) en deed mee in The Night They Raided Minsky's (1968), The Valachi Papers (1972) en The Apprenticeship of Duddy Kravitz (1974, met Richard Dreyfuss). Deze laatste rol bracht hem terug naar Canada.
Gedurende de jaren zeventig, tachtig en negentig speelde hij voornamelijk gastrollen in televisieseries. Zo was hij onder meer te zien in McCloud, Buck Rogers in the 25th Century, The A-Team, MacGyver en L.A. Law.
Wiseman ging in 1996 met pensioen. Zijn laatste rol was een gastrol in Law & Order.
Wiseman was getrouwd met Broadway-danseres Pearl Lang. Hij overleed op 91-jarige leeftijd. Hij werd begraven in King Solomon Memorial Park in Clifton.